# 自然崇拜
自然崇拜是對自然神的崇敬而產生的崇拜活動。
自然崇拜的神祇來源可歸納三大類，就是天體、自然力和自然物。對天體崇拜產生的，包括日月星辰等神祇。對自然力崇拜產生的，包括對風雨雷電等神祇和祭天活動。對自然物的崇拜，則直接見於自然物體本身的神祇。　